# Saison 1922 de la NFL
Navigation
Édition précédente Édition suivante
La saison 1922 de la NFL est la troisième saison de la National Football League. Elle voit le sacre des Bulldogs de Canton où évolue Jim Thorpe.
Cette saison voit le début des Bears de Chicago en NFL, ligue dans laquelle ils évoluent toujours, étant ainsi la 2e plus vieille franchise NFL existante, après les Green Bay Packers.